# 吳鍾巒
吳鍾巒（1577年—1651年），字峦稚，号霞舟，南直隶武进县（今常州）人，明末忠臣。

## 生平
吳鍾巒弱冠成诸生，出入文社四十余年，曾經受業於東林書院的顧憲成、高攀龍兩先生，時常被擢為課試第一，並與繆昌期、馬世奇等名士相善，海内皆推吳鍾巒为文壇名宿。崇祯四年（1631年）拔贡，选授光州教谕。举河南乡试。崇禎七年（1634年）甲戌科三甲第六十九名进士。本年六月授浙江长兴县知县。崇祯十四年（1641年）降职。崇祯十五年（1642年）降补绍兴府照磨，十六年升桂林府推官。
弘光朝授礼部主事，未上任，南京城破。鲁王起兵，任礼部尚书，往来普陀山，组织抗清。監國魯六年（1651年）八月，舟山城破。吳鍾巒在孔庙捧孔夫子神位自焚殉国。

## 家族
曾祖吴傑，太医院使；祖吴希曾，举人、英德知县；父吴凤徵，庠生。